# لمرد (عشر ستاق)
لمرد (بالفارسية: لمرد) هي قرية تقع في إيران في قسم عشر ستاق الريفي. يقدر عدد سكانها بـ 122 نسمة بحسب إحصاء 2016.